# Alyxia oblongata
Alyxia oblongata är en oleanderväxtart som beskrevs av Karel Domin. Alyxia oblongata ingår i släktet Alyxia och familjen oleanderväxter. Inga underarter finns listade i Catalogue of Life.